# JL-3 (ракета)
JL-3 (кит. 巨浪-2, піньїнь: Jù Làng Èr, досл. «Гігантська хвиля 2», кодова назва НАТО: CSS-N-20) — китайська міжконтинентальна балістична ракета третього покоління, яка запускається з підводних човнів. Вона розгорнута на атомних підводних човнах ВМС Народно-визвольної армії Китаю проєкту 094. Очікується, що вона буде використовуватися на майбутніх підводних човнах проєкту 096.

## Історія
Перший випробувальний запуск відбувся 24 листопада 2018 року в Бохайському морі; ймовірно, це було випробування системи холодного запуску з шахти. За даними анонімних китайських джерел, перші три випробувальні пуски здійснив підводний човен проєкту 032, а четвертий запуск у грудні 2019 року — підводний човен проєкту 094.
У 2020 році анонімні китайські джерела повідомили, що розробку JL-3 і підводного човна проєкту 096 було розділено для прискорення розвитку ракети, а інтеграція ракети з човном займе щонайменше п’ять років.
У листопаді 2022 року Військово-морські сили США повідомили, що підводні човни проєкту 094 були переозброєні ракетами JL-3.

## Опис
JL-3 — твердопаливна ракета з максимальною дальністю до 9 000 км або 10 000 км.
Згідно з даними Центру стратегічних і міжнародних досліджень, ймовірний бойовий заряд ракети складається з трьох ядерних боєголовок з індивідуальним наведенням.